# 港人治港
港人治港（こうじんちこう）とは、1997年7月1日にイギリスから中華人民共和国（以下「中国」）へ返還されて以降の香港の体制の原則の1つで、「香港人が香港を統治する」という意味を持つ。
「香港が中国とは異なる体制（民主主義、資本主義など）のもと『高度な自治』を行うことを中華人民共和国が認めること」という意味では「一国二制度」のほうが日本ではよく知られているが、「中国政府によって『香港の高度な自治』が段階的に骨抜きにされていく」という文脈では「港人治港」の語が使用される。

## 概要
香港返還交渉において中華人民共和国の鄧小平が構想した「四大原則」の1つである。
- 「一国二制度」
- 「香港の高度な自治」
- 「港人治港（香港人による香港統治）」
- 「50年間は従来の資本主義体制を変えない」

以上の4つの方針から構成されており、『中華人民共和国香港特別行政区基本法』の基礎となっている。
これに従い、香港特別行政区では外交と軍事を除く広範の自治が認められている。しかし、行政の長である行政長官は初代の董建華から香港人でも中国政府の影響力の強い人物が就任する傾向があり、これを揶揄し「京人治港」（「北京の人間が香港を統治する」の意）「党人治港」（「中国共産党員が香港を統治する」の意）という言葉が生まれた。